# Japanese Whispers
Japanese Whispers: The Cure Singles Nov 82:Nov 83 – kompilacja brytyjskiego zespołu The Cure. Została wydana pod koniec roku 1983 przez wytwórnię Fiction Records.
Japanese Whispers to płyta zawierająca wcześniej wydane single The Cure: "Let's Go to Bed", "The Walk" i "The Lovecats". Reszta utworów to b-side'y tych singli. Jedna z piosenek z tamtego okresu, "Mr. Pink Eyes" (drugi b-side "The Lovecats"), nie ukazała się na płycie. Utwory zostały nagrane w przejściowej fazie zespołu, po odejściu basisty Simona Gallupa (po wydaniu płyty Pornography). Od czasu wydania tych singli Lol Tolhurst zamienił perkusję na instrumenty klawiszowe. Grał na nich do czasu swego odejścia z zespołu w 1989 roku.
Utwory do pierwszych dwóch singli były właściwie nagrywane przez zespół jako duet, zatrudniając tylko sesyjnego perkusistę do "Let's Go to Bed". Pełny skład zespołu zebrał się jedynie w czasie nagrywania ostatniego singla, kiedy to przyłączyli się do grupy również basista i producent Phil Thornalley (który pracował z The Cure także przy płycie Pornography) i perkusista Andy Anderson. Taki skład zespołu wystąpił też przy pracy nad koncertową płytą Concert.
W późniejszym czasie główne utwory z singli zostały wydane na kompilacji Staring at the Sea (1986). Wszystkie b-side'y zostały zawarte na płycie z 2004 roku Join The Dots, zawierającej b-side'y i trudno dostępne utwory. Album Japanese Whispers nie został ponownie wydany z innymi płytami zespołu The Cure w czasie ostatniego wydawania nowych wersji płyt, ponieważ jest on kompilacją. Słuchając Greatest Hits i Join The Dots można usłyszeć wszystkie piosenki z tej płyty w zremasterowanej wersji.

## Lista utworów
Wszystkie piosenki, oprócz specjalnie zaznaczonych, napisane przez Roberta Smitha i Laurence’a Tolhursta.
1. „Let's Go to Bed” – 3:34
2. „The Dream" (Smith) – 3:13
3. „Just One Kiss” – 4:09
4. „The Upstairs Room” – 3:31
5. „The Walk” – 3:30
6. „Speak My Language” – 2:41
7. „Lament” (Smith) – 4:20
8. „The Lovecats” (Smith) – 3:40

## Twórcy
- Robert Smith – śpiew, gitary, instrumenty klawiszowe, gitara basowa
- Lol Tolhurst – instrumenty klawiszowe, automat perkusyjny
- Steve Goulding – perkusja (1, 3)
- Phil Thornalley – gitara basowa (6, 8)
- Andy Anderson – perkusja (6, 8)